# V382 Carinae
Ne doit pas être confondu avec X Carinae (HD 72698).
Désignations
V382 Carinae, également connue par sa désignation de Bayer x Carinae, est une hypergéante de type G de quatrième magnitude de la constellation de la Carène. C'est également une variable de faible amplitude.

## Variabilité

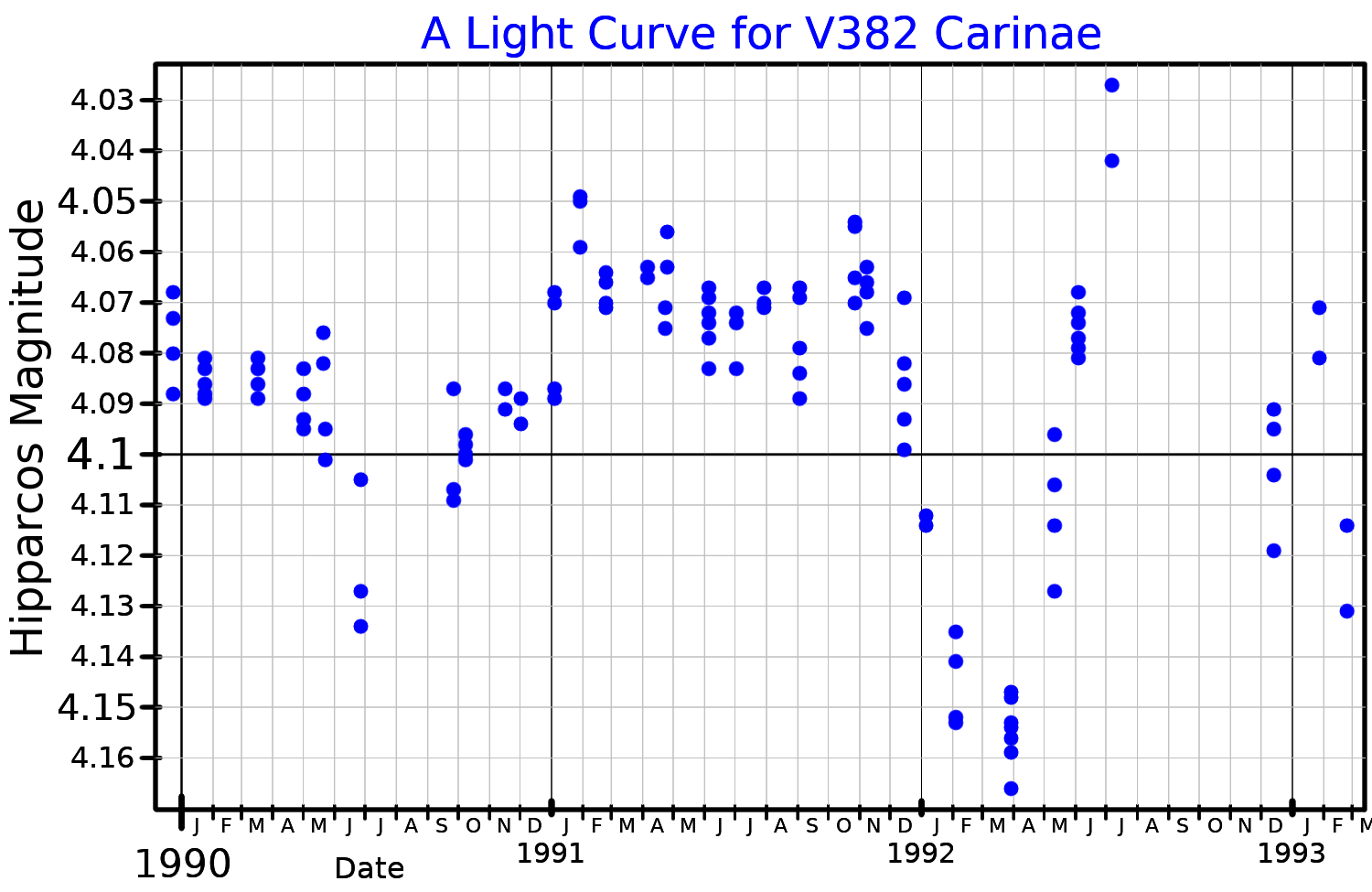
Courbe de lumière de V382 Carinae issue des données du satellite Hipparcos.

La variabilité de la vitesse radiale de V382 Carinae est connue de longue date, mais les variations de sa luminosité ont longtemps paru peu évidentes. Certains observateurs détectaient des variations dans sa luminosité, mais pour d'autres l'étoile paraissait constante. Elle a formellement reçu une désignation d'étoile variable en 1981, alors répertoriée dans le General Catalogue of Variable Stars comme une possible variable de type δ Cephei. Elle a été décrite comme une « pseudo-céphéide », une supergéante avec des pulsations similaires à celles d'une céphéide mais moins régulières.
L'analyse de la photométrie du satellite Hipparcos a montré des variations claires de la luminosité de l'étoile avec une amplitude maximale de 0,12 magnitude et elle a alors été traitée comme une variable de type α Cygni. Une période de 556 jours a été suggérée, mais elle n'est pas entièrement cohérente avec les observations. De nos jours elle est généralement traitée comme une variable semi-régulière ou irrégulière,,.

## Propriétés
V382 Carinae est l'hypergéante jaune la plus brillante du ciel nocturne, aisément visible à l'œil nu et plus brillante que Rho Cassiopeiae, bien qu'elle ne soit pas visible de la plus grande partie de l'hémisphère nord. Elle est située à environ 1,9 kpc (∼6 200 al) de la Terre et son rayon est environ 500 fois plus grand que celui du Soleil. Cette grande taille permet de déterminer que V382 Carinae est plus de 200 000 fois plus lumineuse que le Soleil. Son faible excès d'infrarouge suggère que l'étoile pourrait être en train de se refroidir vers une phase de supergéante rouge, ce qui est moins commun que les hypergéantes jaunes qui évoluent vers des températures plus chaudes,.